# Sentier des Chamois
Der Sentier des Chamois (deutsch Gämsenpfad) ist ein Bergweg im Schweizer Kanton Wallis im Val de Bagnes zwischen der Cabane du Mont Fort und dem Lac de Louvie oberhalb des Dorfes Lourtier. 
Er führt von der Cabane du Mont Fort (Mont-Fort-Hütte) durch die steile, überwiegend grasige, aber felsdurchsetzte Südwestflanke des Bec des Rosses in etwa 2500–2600 m Höhe über den Col Termin zum Lac du Louvie. Vom Col Termin gibt es bis zum Lac de Louvie zwei Varianten. Der Weg bietet eine hervorragende Aussicht auf den gegenüber liegenden Grand Combin und dessen nach Norden abfliessenden Glacier de Corbassière, ausserdem Tiefblicke ins Val de Bagnes. Ferner gibt es hier eine reiche Zahl von Steinböcken und Gämsen. Der Weg ist weiss-rot-weiss markiert und gut im Stand. Felspassagen sind mit Ketten gesichert. Ein Mindestmass an Trittsicherheit und Schwindelfreiheit ist erforderlich, passagenweise besteht Absturzgefahr. Für unerfahrene Wanderer ist er nicht empfehlenswert (T3, eher obere Grenze).